# Best of Ozz
Best of Ozz è una raccolta di brani del cantante heavy metal Ozzy Osbourne, uscita solamente in Giappone nel 1989. Il disco comprende canzoni tratte da Blizzard of Ozz fino a The Ultimate Sin. Questa raccolta non fa parte della discografia ufficiale del cantante essendo stata pubblicata da una compagnia indipendente che produce compilation senza l'autorizzazione degli artisti musicali.

## Tracce
1. Over the Mountain
2. Secret Loser
3. Goodbye to Romance
4. Shot in the Dark
5. Mr. Crowley
6. Bark at the Moon
7. Crazy Train
8. Centre of Eternity
9. Diary of a Madman
10. The Ultimate Sin

## Formazione

### Voce
- Ozzy Osbourne

### Chitarra
- Randy Rhoads (1980-1982)
- Brad Gillis (1982)
- Jake E.Lee (1983-1986)

### Basso
- Bob Daisley (1980-1981) (1983-1985)
- Rudy Sarzo (1981-1982)
- Phil Soussan (1986)

### Batteria
- Lee Kerslake (1980-1981)
- Tommy Aldridge (1981-1983)
- Carmine Appice (1983-1984)
- Randy Castillo (1985-1993)

### Tastiere
- Don Airey (1980-1981) (1982-1985)
- Johnny Cook (1981)
- Mike Moran (1985-1986)

## Curiosità
- Questa raccolta non include tracce della precedente pubblicazione No Rest for the Wicked.